# Rafael Urzúa
Rafael Urzúa Arias (Concepción de Buenos Aires, Jalisco, 18 de septiembre de 1905-Guadalajara, Jalisco, 18 de octubre de 1991) fue un arquitecto e ingeniero civil mexicano, perteneciente a la llamada Escuela Tapatía de Arquitectura.

## Trayectoria
En 1924 ingresó a la Escuela Libre de Ingenieros de Guadalajara, donde estudió las carreras de Ingeniería Civil y Arquitectura. El 17 de septiembre de 1928 se tituló de ingeniero civil con la tesis "Cálculo de una viga armada para un puente de ferrocarril", y de arquitecto con su "Estudio de cálculo de un salón para cine de concreto armado".
Luego de destacar como arquitecto en la capital del estado de Jalisco, y cuando al parecer se aproximaba a la cúspide de su éxito, en 1944, "cansado de lidiar con nuevos ricos y políticos", decidió regresar a su pueblo natal.
Durante el trienio 1968-1970 fue presidente de su municipio natal. Es considerado un personaje ilustre de Concepción de Buenos Aires.

## Principales obras
- Iglesia Parroquial Mater Admirabilis, en El Salto, Jalisco.
- Casa de la Familia Farah, en Avenida Vallarta 1697, esquina con Simón Bolívar, Guadalajara (1937).[4]
- Pórtico del Parque Agua Azul, en Guadalajara: dos arcos y una fuente en el extremo norte del lugar, en el decenio de 1930.[5]
- Edificio sede del Sindicato Único de Trabajadores Automovilistas de Jalisco (SUTAJ), Calzada Independencia Sur 530, Guadalajara. 1934.[6]
- Mercado Municipal "Eugenio Zúñiga" (art déco), escuela, y comisaría, en Avenida del Trabajo (hoy, Calzada Federalismo Norte) y Monte Casino (hoy, Fidel Velázquez), en Guadalajara (1936).[7][8]
- Plaza Principal de Concepción de Buenos Aires.[7]
- Capilla de la Divina Providencia, Barrio de El Chiflón, en La Manzanilla de la Paz, Jalisco.[7]

### En colaboración
Fue coautor, con el arquitecto Luis Barragán, de la Casa de la Familia González-Luna (hoy, Casa ITESO-Clavigero), Guadalajara (1928).